# Sebastian Nebyla
Sebastian Nebyla (* 25. ledna 2002 Gütersloh) je slovenský profesionální fotbalista, který hraje na pozici středního záložníka za český klub FK Jablonec, kde je na hostování z NK Istra 1961, a za slovenský národní tým do 21 let.

## Klubová kariéra
Nebyla začal hrát fotbal ve slovenské Trnavě, odkud se v roce 2018 přesunul k akademii West Hamu United.

### Dunajská Streda
V srpnu 2020 přestoupil Nebyla do slovenského klubu FC DAC 1904 Dunajská Streda a podepsal dvouletou smlouvu. Nebyla následně odešel na hostování do Šamorínu; v klubu debutoval 27. září 2020 při ligové výhře 2:1 nad Petržalkou.
V červenci 2021 debutoval v evropských pohárech, a to při prohře Dunajské Stredy 0:1 v druhém předkole Konferenční ligy proti srbskému Partizanu.
Během tří let v dresu Dunajské Stredy odehrál Nebyla 64 utkání, v nichž vstřelil 7 branek a přidal 3 asistence.

### Istra 1961
V létě 2023 přestoupil Nebyla do chorvatského prvoligového klubu NK Istra 1961. V chorvatském týmu se rychle stal stabilním členem základní sestavy, v průběhu podzimní části sezóny ale místo v sestavě ztratil a požádal klub o hostování.

### Jablonec
V lednu 2024 odešel na půlroční hostování s opcí do Jablonce. V české nejvyšší soutěži debutoval 11. února, kdy odehrál celé utkání proti pražské Slavii. O týden později se poprvé v jabloneckém dresu prosadil; k domácí výhře 5:2 nad Českými Budějovicemi přispěl jednou brankou a dvěma asistencemi.

## Reprezentační kariéra
Nebyla se narodil v Německu, od roku 2016 ale působí ve slovenských mládežnických reprezentacích.